# The One (profumo)
The One è un profumo della casa di moda Dolce & Gabbana.

## Fragranza

### The One
La filosofia dietro la quale nasce il profumo The One è quella per la quale secondo Domenico Dolce e Stefano Gabbana "Ogni donna è unica" ("The One" in inglese significa appunto "l'unico"). Il profumo è essenzialmente a base floreale e di note orientali. 
Nel 2008, il profumo ha vinto il riconoscimento conferito dalla rivista Cosmopolitan di miglior profumo "da sera". 

### The One For Men
The One for Men nasce come risposta maschile a The One, e viene descritto come fragranza rivolta ad un uomo "cosmopolita, che si prende cura di sé e del suo corpo". Rispetto alla sua controparte femminile The One for Men ha note più speziate e fruttate.

## Edizioni
- L'Eau The One (2008): terza fragranza della linea The One, nella confezione è identico a The One ad eccezione per la predominanza dei colori bianco e grigio. Il profumo è di tipo floreale e fruttato.
- Rose The One (2009): quarta fragranza della linea The One, nella confezione è identico a The One ad eccezione per la predominanza del colore rosa. La nota predominante nel bouquet è quello della rosa[6].

## Confezione

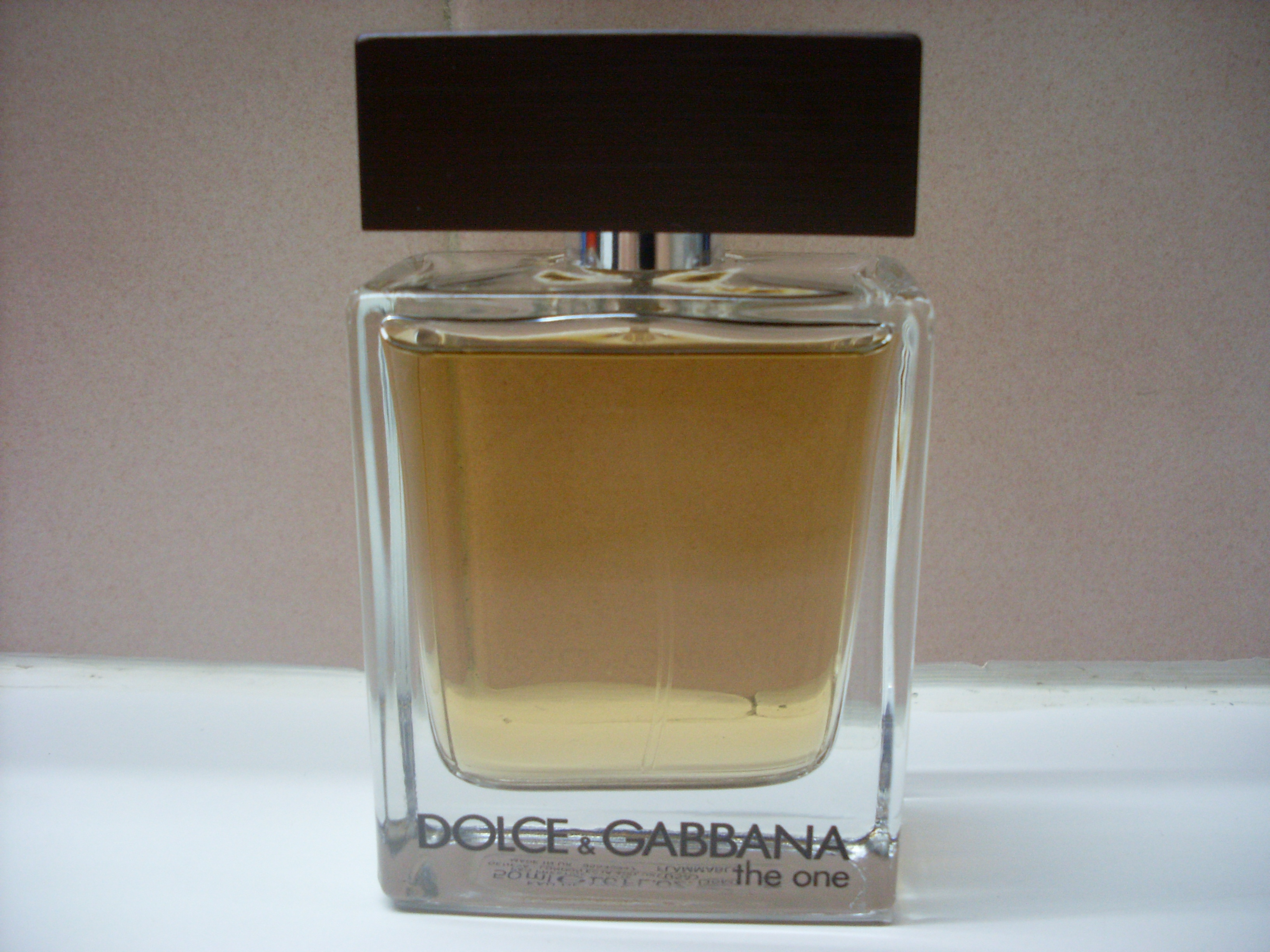
The One for Men

La bottiglia di The One è di color oro, bassa e squadrata e dalle linee semplici e sobrie. The One for Men, invece, ha una bottiglia più lunga ed il tappo di colore nero.

## Promozione
Nel 2006, per il lancio della fragranza The One fu scelta come testimonial la supermodella brasiliana Gisele Bündchen, fotografata da Jean Baptiste Mondino. Nel 2008 per The One for Men, protagonista della campagna pubblicitaria stampata e televisiva, è l'attore Matthew McConaughey. Nel 2009 per l'edizione Rose The One è stata scelta l'attrice Scarlett Johansson, sempre fotografata da Mondino.
Nel 2013 sempre Scarlett Johansson e Matthew McConaughey, sono protagonisti, insieme, di uno spot pubblicitario ambientato a New York diretto da Martin Scorsese. Nel 2014 sono stati fotografati da Peter Lindbergh sulla spiaggia di Zuma Beach, in California.
Dal 2017 i nuovi testimonial di The One e The One For Men sono i britannici Emilia Clarke e Kit Harington, la campagna è stata girata a Napoli nel mese di marzo.